# Laxton (East Riding of Yorkshire)
Laxton is een civil parish in het bestuurlijke gebied East Riding of Yorkshire, in het Engelse graafschap East Riding of Yorkshire met 314 inwoners.